# Samantha Morton
Samantha Jane Morton (Nottingham, Inglaterra, 13 de maio de 1977) é uma atriz britânica. Ela é conhecida por seu trabalho em filmes independentes com temas sombrios e trágicos, em particular dramas de época. Ela recebeu vários prêmios, incluindo o um BAFTA, um Globo de Ouro e indicações para dois Oscar, um Primetime Emmy Award e um Screen Actors Guild Award.
Morton foi membro do Central Junior Television Workshop em sua cidade natal, Nottingham, e começou sua carreira na televisão britânica em 1991. Ela apareceu na série da ITV Band of Gold(1995–1996) e na minissérie da BBC The History of Tom Jones: a Foundling (1997). Os primeiros papéis de Morton no cinema incluem Emma (1996), Jane Eyre (1997) e Under the Skin (1997). Ela recebeu duas indicações ao Oscar, uma de Melhor Atriz Coadjuvante por Sweet and Lowdown (1999), de Woody Allen, e a outra de Melhor Atriz por In America (2003), de Jim Sheridan. Outros créditos cinematográficos notáveis incluem Morvern Callar (2002), Minority Report (2002), The Libertine (2004), Control (2007), Elizabeth: The Golden Age (2007), Synecdoche, New York (2008), The Messenger (2009), John Carter (2012), Fantastic Beasts and Where to Find Them (2016) e The Whale (2022).
Por sua interpretação de Myra Hindley no filme Longford (2006), do Channel 4 e da HBO, ela recebeu indicações ao Primetime Emmy Award , BAFTA e ao Globo de Ouro. Morton fez sua estreia na direção com o filme para televisão The Unloved (2009), que ganhou o BAFTA Television Award de Melhor Drama Individual. Ela estrelou vários programas, como The Last Panthers (2015), Rillington Place (2016), Harlots (2017–2019), The Walking Dead (2019–2020) e The Serpent Queen (2022–2024).. Famosa pelos Filmes Sweet and Lowdown e in America que lhe renderam indicações ao Oscar e a Líder dos Sussurradores, a Vilã Alpha da Série The Walking Dead.

## Biografia
Samantha nasceu em Nottingham, Inglaterra em uma família de seis irmãos, filha de Peter Morton e Pamela Freebury que se separaram quando ela tinha apenas três anos, e dividiram sua guarda o que fez com que Samantha vivesse em uma família mista, já que seus país se casaram com outras pessoas após o divórcio. Aos treze anos ela estava tendo alguns problemas na escola e de interação com outros adolescentes, então saiu da escola normal e passou para a "Central Junior Television Workshop", onde além de cursar as atividades normais de uma escola tinha aulas de teatro, foi lá que la descobriu que queria ser atriz.
Ainda na adolescência teve alguns problemas em controlar sua raiva e chegou a agredir, sob o efeito de drogas, uma garota que praticava bullying nela, o que fez com que fosse detida durante 18 meses em um centro de recuperação de menores. Ao comentar este evento Morton diz que ele a transformou e a partir dele resolveu ser mais pacífica, não se envolver mais com drogas e se concentrar na atuação, transformando as coisas negativas em sua vida em arte. Em 2014, revelou ter sido agredida sexualmente por dois funcionários do lar de Nottingham, onde morava.
Sua carreira começou na TV e em 1997 começou a fazer sucesso no cinema. Entre 1999 e 2000 teve um relacionamento com o ator Charlie Creed-Miles, com quem teve sua primeira filha Esme, nascida no dia 5 de fevereiro de 2000. A época foi muito próspera para atriz que chegou a ser indicada a um Óscar naquele ano.
Em 2005 conheceu o cineasta Harry Holm (filho de Ian Holm), nas filmagens de um clipe da banda australiana The Victims. Sua segunda filha nasceu no dia 4 de janeiro de 2008. Eles tiveram o segundo filho em 2012.
Samantha sofreu um acidente em 2008, e quase morreu após ser atingida por um pedaço de gesso do século XVII, que caiu em sua cabeça e danificou uma artéria importante do cérebro. Ela teve que reaprender a andar e isso a afastou durante um tempo do cinema.
É doutora em letras pela Nottingham Trent University desde 2011.

## Carreira
Começou a fazer testes para filmes televisivos como Emma e Jane Eyre, conseguindo papéis de destaque, mas foi apenas em 1997 que veio seu primeiro grande papel de sucesso no filme Under the skin, em que ganhou visibilidade no Reino Unido. Impressionado com sua performance no filme o cineasta Woody Allen a chamou para fazer o filme Sweet and Lowdown, com Sean Penn e Uma Thurman, pelo qual ela recebeu sua primeira indicação ao Óscar de 2000 na categoria Melhor Atriz Coadjuvante. Com a visibilidade no mundo inteiro que o filme lhe deu Samntha decidiu por projetos menores, mas em 2002 trabalhou com Tom Cruise no filme de Steven Spielberg, Minority Report pelo qual ganhou o Saturn Award de melhor atriz coadjuvante.
Em 2004 protagonizou o filme In America, onde interpreta uma imigrante irlandesa que acaba de perder seu filho mais novo, e vê nos Estados Unidos um recomeço para a família, pelo papel Samantha ganhou muitos elogios da crítica e sua segunda indicação ao Óscar dessa vez na categoria de Melhor Atriz Principal. No ano seguinte se voltou novamente para filmes independentes britânicos.
Em 2006 fez o telefilme dirigido por Tom Hooper, Longford, pelo filme recebeu uma indicação ao Emmy Awards na categoria Melhor Atriz Coadjuvante, a um BAFTA de Melhor Atriz Coaduvante na TV e ganhou um Golden Globe Award na categoria Melhor Atriz Coadjuvante - Televisão.
Em 2007 atuou como Deborah Curtis, esposa do vocalista do Joy Division, Ian Curtis, no filme Control, pelo qual foi nomeada a um BAFTA de Melhor Atriz Coadjuvante. Fez também uma participação no filme Elizabeth: The Golden Age, como a Rainha da Escócia.
Em 2008 atuou no filme do lendário diretor e roteirista Charlie Kaufman, Synecdoche, New York, ao lado de Philip Seymour Hoffman. Em 2009 fez o filme independente americano The Messenger e chegou a ser novamente cotada para o Óscar.
Atuou em 2012 na super-produção John Carter- Entre dois Mundos e no filme de David Cronenberg, Cosmopolis.
Em 2015 voltou a TV com a aclamada série européia The Last Panthers, onde interpreta a protagonista Naomi Franckom. Em 2018, entrou para o elenco da série de televisão The Walking Dead, do canal AMC, como a antagonista Alpha.

## Filmografia
| Ano       | Filme                                   | Papel                     | Notas                                |
| --------- | --------------------------------------- | ------------------------- | ------------------------------------ |
| 1994      | Cracker                                 | Joanne Barnes             | 3 episódios                          |
| 1995-1996 | Band of Gold                            | Naomi 'Tracey' Richardson | 12 episódios                         |
| 1996      | Emma                                    | Harriet Smith             | Telefilme                            |
| 1997      | This Is the Sea                         | Hazel Stokes              |                                      |
| 1997      | Jane Eyre                               | Jane Eyre                 | Telefilme                            |
| 1997      | Under the Skin                          | Iris Kelly                |                                      |
| 1999      | Sweet and Lowdown                       | Hattie                    |                                      |
| 1999      | Jesus' Son                              | Michelle                  |                                      |
| 1999      | Dreaming of Joseph Lees                 | Eva                       |                                      |
| 2000      | Pandaemonium                            | Sara Coleridge            |                                      |
| 2002      | Minority Report                         | Agatha                    |                                      |
| 2002      | Morvern Callar                          | Morvern                   |                                      |
| 2003      | In America                              | Sarah                     |                                      |
| 2003      | Code 46                                 | Maria Gonzáles            |                                      |
| 2004      | Enduring Love                           | Claire                    |                                      |
| 2005      | River Queen                             | Sarah O'Brian             |                                      |
| 2005      | The Libertine                           | Elizabeth Barry           |                                      |
| 2005      | Lassie                                  | Sarah Carraclough         |                                      |
| 2006      | Free Jimmy                              | Sonia                     | Voz                                  |
| 2006      | Longford                                | Myra Hindley              | Telefilme                            |
| 2007      | Expired                                 | Claire                    |                                      |
| 2007      | Control                                 | Deborah Curtis            |                                      |
| 2007      | Elizabeth: The Golden Age               | Maria da Escócia          |                                      |
| 2007      | Mister Lonely                           | Marilyn Monroe            |                                      |
| 2008      | Synecdoche, New York                    | Hazel                     |                                      |
| 2008      | The Daisy Chain                         | Martha Conroy             |                                      |
| 2009      | The Messenger                           | Olivia Pitterson          |                                      |
| 2009      | The Unloved                             |                           | Diretora; Telefilme                  |
| 2012      | John Carter- Entre dois Mundos          | Sola                      |                                      |
| 2012      | Cosmopolis                              | Vija Kinsky               |                                      |
| 2013      | Decoding Annie Parker                   | Anne Parker               |                                      |
| 2013      | The Harvest                             | Katherine                 |                                      |
| 2014      | Miss Julie                              | Kristin                   |                                      |
| 2016      | Fantastic Beasts and Where to Find Them | Mary Lou                  |                                      |
| 2019-2020 | The Walking Dead                        | Alpha                     | Líder dos Sussuradores - Série de TV |